# الموفية
الموفية هو بئر ماء تاريخي يوجد في بلدة عشيرة سدير 130 كلم شمال الرياض، قام بحفره مانع التميمي وهو الذي تنتسب له قبيلة المنيعات من بني عمرو من تميم بعد قدومه من الشارخية جنوب بلدة الجنيفي، حفره مانع بين عامي 800 - 900 هجري ومنها تأسّست بلدة عشيرة سدير وتوافدت عليها بقية الأسر التي تشكل حاليا سكان عشيرة سدير.
‌